# Louis-Joseph de Montcalm
Louis Joseph de Montcalm-Gozon, markýz ze Saint-Véran (28. února 1712 – 14. září 1759) byl francouzský šlechtic, který se proslavil jakožto velitel francouzských severoamerických vojsk v sedmileté válce. Jde o do jisté míry kontroverzní postavu: zatímco většina ostatních (a zejména pak francouzských a kanadských) historiků jej hodnotí jako vynikajícího velitele, v americké odborné literatuře i beletrii je většinou značně haněn, ať už jde o jeho vojevůdcovské či morální vlastnosti.

## Mládí
Louis-Joseph byl synem Louise-Daniela de Montcalm a Marie-Thérèse de Lauris. Narodil se v rodinném sídle Chateau de Candiac poblíž Nîmes v jižní Francii. Po smrti svého otce (1735) získal titul markýze a s ním související práva, povinnosti i značně zadlužený rodový majetek. Jeho svízelná finanční situace se však vyřešila krátce poté sňatkem s Angelikou de Bulay. Původně byl domluven z čistě politických a finančních důvodů, přesto byl výsledkem milující pár, z něhož vzešlo 10 dětí.

## Vojenská kariéra

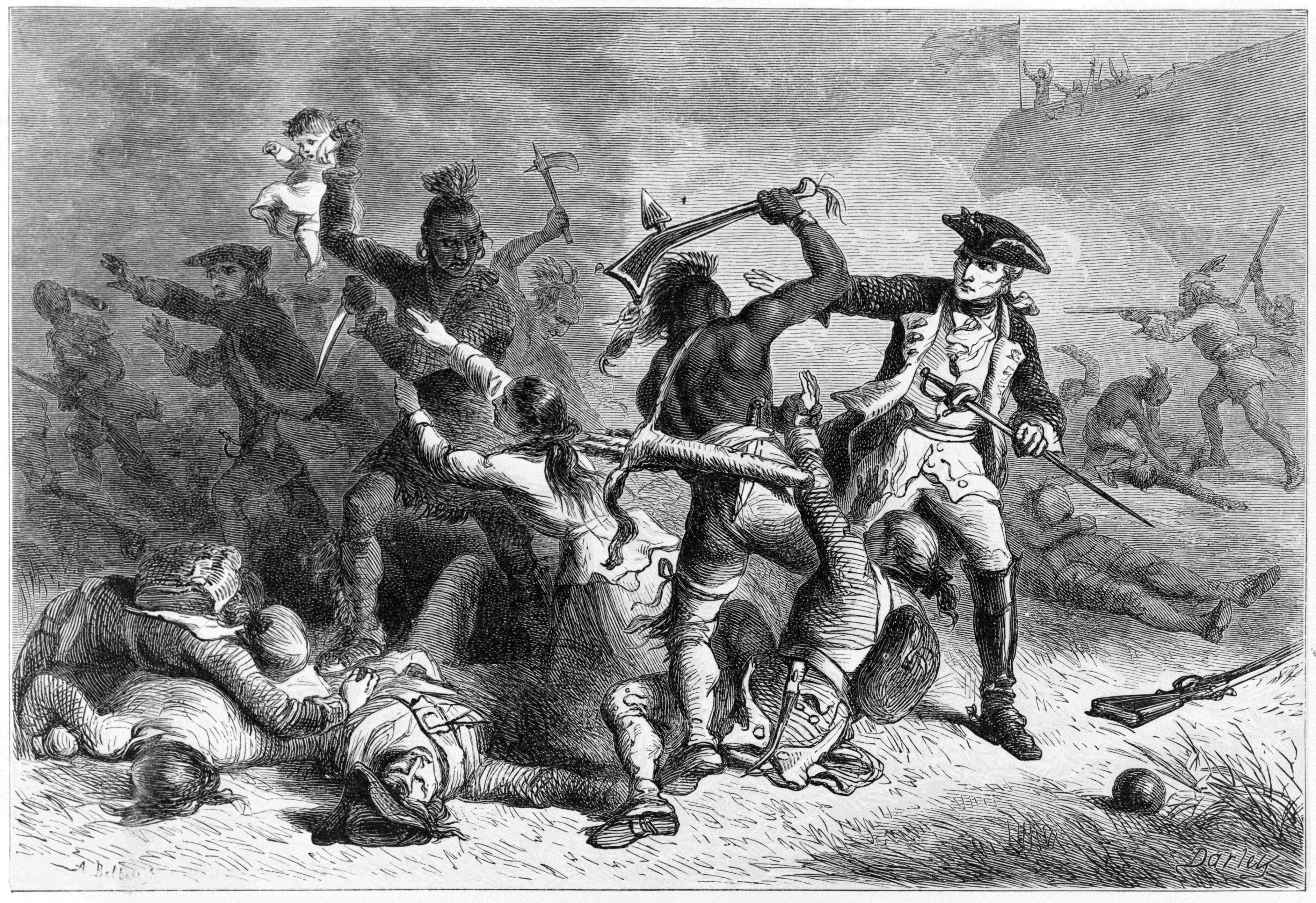
Montcalm se pokouší zastavit Indiány masakrující britské vojáky a civilisty opouštějící pevnost William Henry. Dřevoryt od Alfreda Bobbetta po vybarvení Felixe Octaviem Carrem Darleyem. Publikováno mezi lety 1870 a 1880.

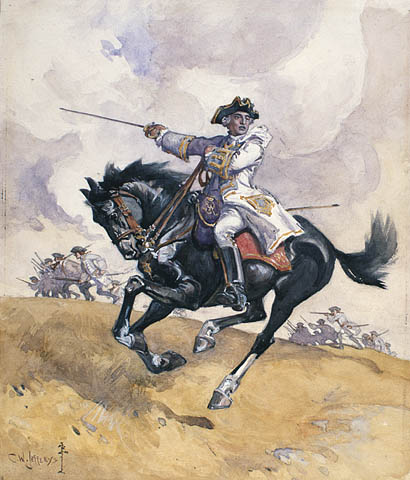
Montcalm vede své jednotky v osudové bitvě na Abrahamových pláních

Louis-Josef byl odmalička připravován pro vojenskou kariéru, již zahájil v roce 1729 ve věku 15 let v hodnosti praporčíka v batalionu Hainaut, v 17 letech získal nejen hodnost kapitána, ale také první zkušenosti z bojů při obléhání Philisbourgu. Sloužil ve válkách o dědictví polské a rakouské, v nichž si vysloužil hodnost plukovníka, a u auxerroiského pluku (1743). O dva roky později byl raněn a zajat při tažení v Itálii. Po několika měsících věznění byl propuštěn na čestné slovo, po návratu k francouzské armádě byl povýšen na brigadýra.
V roce 1756 byl Montcalm vyslán do Severní Ameriky jako vrchní velitel francouzských vojsk na tomto válčišti sedmileté války (v USA se konflikt nazývá francouzsko-indiánská válka). Jeho pozice byla nelehká, neboť musel čelit zdrcující početní převaze britských vojsk. Na počátku války sice dosáhl díky odvážné agresivní strategii a vyspělejší taktice rozsáhlých úspěchů, nicméně převaha na nepřátelské straně spíše rostla. Dokončil stavbu pevnosti Carillon (Ticonderoga) na jezeře Champlain, a zničil britské pevnosti Oswego (bitva o pevnost Oswego, 1756) a William Henry (bitva o pevnost William Henry, 1757). Zejména druhý případ byl jeho vynikajícím vojenským úspěchem, dosaženým promyšlenou lstí; jeho pověsti však přinesl hluboké šrámy poté, co někteří z francouzských indiánských spojenců porušili dohodu o volném odchodu a napadli neozbrojené britské vojáky a jejich rodiny.
V masakru u Fort Henry patrně tkví příčina, proč je Montcalm v americké literatuře tak haněn, ačkoliv se zdá být zřejmé, že se snažil masakru zabránit. Později dokonce vykupoval Brity a Američany odvlečené Indiány, a posílal je domů. To však nezměnilo nepříznivý dopad události na veřejné mínění zejména v amerických britských koloniích a v Evropě a na politických ztrátách, které kvůli tomu francouzská strana utrpěla. Zmíněné události byly popsány (ne zcela přesně a ne zcela nezaujatě vůči Montcalmovi) ve světově proslulém románu J. F. Coopera Poslední Mohykán.
Vrchol Montcalmovy válečnické kariéry přišel o rok později: 8. července 1758 připravil zničující porážku 5x silnější britské armádě v bitvě u Carillonu, když britský generál James Abercrombie zcela mylně odhadl Montcalmovy plány a rozestavění jeho jednotek, a neobtěžoval se ověřit si své představy průzkumem. Navzdory tomuto vítězství však Montcalmovy síly upadaly do stále hlubší defenzívy, zapříčiněné rostoucí materiální a početní převahou nepřítele.
Brzy se musel stáhnout do hloubi svého teritoria, a omezit se na obranu jádra francouzských severoamerických kolonií – Québecu. Na počátku roku 1759 byl povýšen do hodnosti generálporučíka a vláda ve Versailles odmítla splnit jeho požadavky v oblasti potravin, zbraní, munice či silné flotily schopné zabránit Angličanům v ovládnutí dolního toku řeky svatého Vavřince. V roce 1759 ještě odrazil britský pokus o vylodění u Montmorencyho vodopádů, avšak pár dnů poté utrpěl rozhodující porážku v bitvě na Abrahamových pláních, kde byl smrtelně zraněn (v bitvě padl i velitel britských vojsk, generál James Wolfe). O den později, čtyři dny před vstupem britských vojsk do Québecu, svým zraněním podlehl. Byl pohřben v quebeckém klášteře uršulinek ve městě, pravděpodobně v kráteru vyhloubené britským ostřelováním. Jeho lebka je dnes vystavena v klášteře.

## Posmrtné pocty
Po Montcalmovi byla pojmenována čtyři plavidla francouzského námořnictva:
- - obrněná korveta (1865-1891).
  - obrněný křižník (1898-1926)
  - křižník Montcalm (1933-1969, sloužící u námořnictva svobodných Francouzů).
  - fregata (1975-dosud)